# Matthew Lillard
Matthew Lillard (Lansing, Michigan, 1970. január 24. –) amerikai színész, filmrendező és filmproducer. 
Legismertebb szereplései a Sikoly (1996) című horrorfilmben, valamint a Scooby-Doo élőszereplős mozifilmekben voltak. 2010-től Lillard lett a hivatalos hangja a Scooby-Doo-ban Bozont Rogers-nek, miután annak eredeti hangja, Casey Kasem 2009-ben visszavonult.

## Fiatalkora
1970. január 24-én született a Michigan állambeli Lansingban, Paula és Jeffrey Lillard fiaként, és a kaliforniai Tustinban nőtt fel. Van egy húga, Amy, aki a kaliforniai North Tustinban lévő Foothill Középiskolába járt. Később a kaliforniai Pasadenában az Amerikai Színművészeti Akadémiára járt, Paul Rudd színésztársával együtt. A Circle in the Square Színházi Iskolába is járt New Yorkban.

## Magánélete
2000. augusztus 26-án Lillard feleségül vette Heather Helmet, akitől három gyermeke született. Los Angelesben élnek.
2005 októberében részt vett egy Dungeons & Dragons versenyen, a Quest Club Gaming Organization tagjai ellen a Magic Castle-ben (Hollywood, Kalifornia). Lillard játszott a Dungeons & Dragons-ban is, a Dice, Camera, Action című online sorozatban, amelyben Christopher Perkins volt a Dungeon Master.

## Filmográfia

### Film
Színészként
| Év   | Magyar cím                                   | Eredeti cím                                   | Szerep                         | Magyar hang           |
| ---- | -------------------------------------------- | --------------------------------------------- | ------------------------------ | --------------------- |
| 1991 | Vérszomjas szörnyecskék 3. – A bolondok hete | Ghoulies III: Ghoulies Go to College          | Dexter Stork                   |                       |
| 1994 | Titkos gyilkos mama                          | Serial Mom                                    | Chip Sutphin                   | Czvetkó Sándor        |
| 1995 | Eszelős szerelem                             | Mad Love                                      | Eric                           | Dózsa Zoltán          |
| 1995 |                                              | Tarantella                                    | Matt                           |                       |
| 1995 | Adatrablók                                   | Hackers                                       | Emmanuel Goldstein             | Szokol Péter          |
| 1995 |                                              | Animal Room                                   | Doug Van Housen                |                       |
| 1996 | Sikoly                                       | Scream                                        | Stuart Macher                  | Seszták Szabolcs      |
| 1997 | Sikoly 2.                                    | Scream 2                                      | srác a partin (statiszta)      |                       |
| 1998 | Gyilkosságból kitűnő                         | Dead Man's Curve                              | Tim Jackson                    | Alföldi Róbert        |
| 1998 | Az érzékek borzadalma                        | Senseless                                     | Tim LaFlour                    | Hujber Ferenc         |
| 1998 |                                              | Telling You                                   | Adam Ginesberg                 |                       |
| 1998 | Korlátok nélkül                              | Without Limits                                | Roscoe Devine                  | Boros Zoltán          |
| 1998 | SLC Punk!                                    | SLC Punk!                                     | Stevo                          |                       |
| 1999 | A csaj nem jár egyedül                       | She's All That                                | Brock Hudson                   | Rékai Nándor          |
| 1999 | Spanyol bírák                                | Spanish Judges                                | Jack                           |                       |
| 1999 | Wing Commander – Az űrkommandó               | Wing Commander                                | Todd "Maniac" Marshall hadnagy | Kálloy Molnár Péter   |
| 2000 | Lóvátett lovagok                             | Love's Labour's Lost                          | Longaville                     | Kolovratnik Krisztián |
| 2000 |                                              | Dish Dogs                                     | Jason                          |                       |
| 2001 |                                              | Finder's Fee                                  | halász                         |                       |
| 2001 |                                              | Triangle Square                               | Snake Eater                    |                       |
| 2001 | Kapás van!                                   | Summer Catch                                  | Billy Brubaker                 | Simonyi Balázs        |
| 2001 | 13 kísértet                                  | Thir13en Ghosts                               | Dennis Rafkin                  | Csőre Gábor           |
| 2002 | Scooby-Doo – A nagy csapat                   | Scooby-Doo                                    | Bozont Rogers                  | Fekete Zoltán         |
| 2003 | Bolondos dallamok – Újra bevetésen           | Looney Tunes: Back in Action                  | önmaga (cameo)                 | Magyar Attila         |
| 2004 | Halálbiztos vizsga                           | The Perfect Score                             | Larry                          | Moser Károly          |
| 2004 | Scooby-Doo 2. – Szörnyek póráz nélkül        | Scooby Doo 2: Monsters Unleashed              | Bozont Rogers                  | Fekete Zoltán         |
| 2004 | Wicker Park                                  | Wicker Park                                   | Luke                           | Csőre Gábor           |
| 2004 | Sodró lendület                               | Without a Paddle                              | Jerry Conlaine                 | Gáspár András         |
| 2006 | Király ötletek                               | Bickford Shmeckler's Cool Ideas               | Spaceman                       |                       |
| 2006 | Esküvő, rock, haverok                        | The Groomsmen                                 | Dez Howard                     | Fekete Ernő           |
| 2007 |                                              | What Love Is                                  | Sal                            |                       |
| 2007 | A király nevében                             | In the Name of the King: A Dungeon Siege Tale | Duke Fallow                    | Rajkai Zoltán         |
| 2007 |                                              | One of Our Own                                | Bob                            |                       |
| 2008 | Távolsági szerelem                           | Spooner                                       | Herman Spooner                 |                       |
| 2008 | Amit máris tudni akarsz a szexről            | Extreme Movie                                 | önmaga                         |                       |
| 2009 |                                              | Messages Deleted                              | Joel Brandt                    |                       |
| 2009 | Reneszánsz szerelem                          | All's Faire in Love                           | Crocket                        | Epres Attila          |
| 2009 |                                              | Endless Bummer                                | Mike Mooney                    |                       |
| 2011 |                                              | From The Head                                 | Jimmy                          |                       |
| 2011 | Utódok                                       | The Descendants                               | Brian Speer                    | Zámbori Soma          |
| 2011 |                                              | The Pool Boys                                 | Roger Sperling                 |                       |
| 2012 |                                              | Home Run Showdown                             | Joey                           |                       |
| 2012 | Az utolsó csavar                             | Trouble with the Curve                        | Phillip Sanderson              | Rajkai Zoltán         |
| 2012 | Dagika a világ ura                           | Fat Kid Rules the World                       | Pszichológus                   |                       |
| 2012 |                                              | Deep Dark Canyon                              | Jack Cavanaugh                 |                       |
| 2013 | Visszatérés Nim szigetére                    | Return to Nim's Island                        | Jack                           | Haás Vander Péter     |
| 2013 |                                              | National Lampoon Presents: Surf Party         | Mooney                         |                       |
| 2014 |                                              | Match                                         | Mike                           |                       |
| 2016 |                                              | Six LA Love Stories                           | Alan Mackey                    |                       |
| 2021 | A srác nem jár egyedül                       | He's All That                                 | Bosch igazgató                 | Zámbori Soma          |
| 2023 | Öt éjjel Freddy pizzázójában                 | Five Nights at Freddy's                       | William Afton                  | Csőre Gábor           |

Szinkronszínészként
| Év   | Magyar cím                                                         | Eredeti cím                                   | Szinkronszerep                            | Magyar hang   |
| ---- | ------------------------------------------------------------------ | --------------------------------------------- | ----------------------------------------- | ------------- |
| 2005 |                                                                    | Karas: The Prophecy                           | Eko (angol hangja)                        |               |
| 2007 |                                                                    | Karas: The Revelation                         | Eko (angol hangja)                        |               |
| 2010 | Scooby-Doo! Abrakadabra!                                           | Scooby-Doo! Abracadabra-Doo                   | Bozont Rogers                             | Fekete Zoltán |
| 2010 | Scooby-Doo! Rettegés a táborban                                    | Scooby-Doo! Camp Scare                        | Bozont Rogers                             | Fekete Zoltán |
| 2011 | Scooby-Doo és a fantoszaurusz rejtélye                             | Scooby-Doo! Legend of the Phantosaur          | Bozont Rogers                             | Fekete Zoltán |
| 2011 | Scooby-Doo és a fantoszaurusz rejtélye                             | Scooby-Doo! Legend of the Phantosaur          | Trottyos Joe                              |               |
| 2012 | Scooby-Doo! Vámpírmusical                                          | Scooby-Doo! Music of the Vampire              | Bozont Rogers                             | Fekete Zoltán |
| 2012 | Scooby-Doo a rivaldafényben                                        | Big Top Scooby-Doo!                           | Bozont Rogers                             | Fekete Zoltán |
| 2012 | Kedves Drakula!                                                    | Dear Dracula                                  | Gus postás                                |               |
| 2012 | Himalájai karácsony                                                | Abominable Christmas                          | sintér                                    |               |
| 2013 | Scooby-Doo: Kék Sólyom maszkja                                     | Scooby-Doo! Mask of the Blue Falcon           | Bozont Rogers                             | Fekete Zoltán |
| 2013 | Scooby-Doo! A rejtélyes térkép                                     | Scooby-Doo! Adventures: The Mystery Map       | Bozont Rogers                             | Fekete Zoltán |
| 2013 | Scooby-Doo: Az operaház fantomjai                                  | Scooby-Doo! Stage Fright                      | Bozont Rogers                             | Fekete Zoltán |
| 2013 | Lókötők listája                                                    | The Naughty List                              | Girland                                   | Rajkai Zoltán |
| 2014 | Scooby-Doo! Rejtély a bajnokságon                                  | Scooby-Doo! WrestleMania Mystery              | Bozont Rogers                             | Fekete Zoltán |
| 2014 | Scooby-Doo! Frankenszörnyűség                                      | Scooby-Doo! Frankencreepy                     | Bozont Rogers                             | Fekete Zoltán |
| 2014 |                                                                    | Axel: The Biggest Little Hero                 | Lizard King                               |               |
| 2014 |                                                                    | Under Wraps                                   | Peter                                     |               |
| 2015 | Scooby-Doo! Holdszörnyes őrület                                    | Scooby-Doo! Moon Monster Madness              | Bozont Rogers                             | Fekete Zoltán |
| 2015 | Scooby-Doo! és a Kiss: A nagy rock and roll rejtély                | Scooby-Doo! and Kiss: Rock and Roll Mystery   | Bozont Rogers                             | Fekete Zoltán |
| 2016 | Lego Scooby-Doo! Lidérces Hollywood                                | Lego Scooby-Doo! Haunted Hollywood            | Bozont Rogers                             | Fekete Zoltán |
| 2016 | Scooby-Doo! és a WWE: Rejtély az autóversenyen                     | Scooby-Doo! and WWE: Curse of the Speed Demon | Bozont Rogers                             | Fekete Zoltán |
| 2017 | Scooby-Doo! Hajsza a vadnyugaton                                   | Scooby-Doo! Shaggy's Showdown                 | Bozont Rogers                             | Fekete Zoltán |
| 2017 | Lego Scooby-Doo – Tajték-parti bingóparti                          | Lego Scooby-Doo! Blowout Beach Bash           | Bozont Rogers                             | Fekete Zoltán |
| 2018 | Scooby-Doo és Batman – A bátor és a vakmerő                        | Scooby-Doo! & Batman: The Brave and the Bold  | Bozont Rogers                             | Fekete Zoltán |
| 2019 |                                                                    | Scooby-Doo! and the Curse of the 13th Ghost   | Bozont Rogers                             |               |
| 2019 | Scooby-Doo! Return to Zombie Island                                |                                               | Bozont Rogers                             |               |
| 2020 |                                                                    | Happy Halloween, Scooby-Doo!                  | Bozont Rogers                             |               |
| 2021 |                                                                    | Scooby-Doo! The Sword and the Scoob           | Bozont Rogers                             |               |
| 2021 | Mortal Kombat Legends: Battle of the Realms                        |                                               | Bozont Rogers                             |               |
| 2021 | Straight Outta Nowhere: Scooby-Doo! Meets Courage the Cowardly Dog |                                               | Bozont Rogers                             |               |
| 2022 | Csokit vagy csalunk, Scooby-Doo!                                   | Trick or Treat Scooby-Doo!                    | Bozont Rogers / Craggly / Cutler kapitány | Fekete Zoltán |

### Rövidfilmek
| Év   | Magyar cím                      | Eredeti cím                        | Szerep                 | Magyar hang   |
| ---- | ------------------------------- | ---------------------------------- | ---------------------- | ------------- |
| 1995 |                                 | Ride for Your Life                 | Nash                   |               |
| 2009 |                                 | Osh Kosh B'Gosh: Under the Overall | Lloyd B'gosh           |               |
| 2012 | Scooby-Doo! Rémpróbás játékok   | Scooby-Doo! Spooky Games           | Bozont Rogers (hangja) | Fekete Zoltán |
| 2012 | Scooby-Doo rémes karácsonya     | Scooby-Doo! Haunted Holidays       | Bozont Rogers (hangja) | Fekete Zoltán |
| 2013 | Scooby-Doo és a madárijesztő    | Scooby-Doo! Spooky Scarecrow       | Bozont Rogers (hangja) | Fekete Zoltán |
| 2013 | Scooby-Doo! Szőrmókveszély      | Scooby-Doo! Mecha Mutt Menace      | Bozont Rogers (hangja) | Fekete Zoltán |
| 2014 | Scooby-Doo! A rejtély kapujában | Scooby-Doo! Ghastly Goals          | Bozont Rogers (hangja) | Fekete Zoltán |
| 2015 |                                 | Scooby-Doo! and the Beach Beastie  | Bozont Rogers (hangja) |               |

### Televízió
| Év        | Magyar cím                               | Eredeti cím                              | Szerep                  | Megjegyzések                                            |
| --------- | ---------------------------------------- | ---------------------------------------- | ----------------------- | ------------------------------------------------------- |
| 1994      | Tomboló öklök 4.                         | Vanishing Son IV                         | Dawson                  | tévéfilm                                                |
| 1996      | Ha a falak beszélni tudnának             | If These Walls Could Talk                | abortuszellenes tüntető | - tévéfilm - magyar hangja: - Markovics Tamás           |
| 1997      | A sátán gyermeke                         | The Devil's Child                        | Tim                     | - tévéfilm - magyar hangja: - Kaszás Attila             |
| 1997      | Nash Bridges – Trükkös hekus             | Nash Bridges                             | Brian Van Pelt          | 1 epizód                                                |
| 2002      | Brekiék karácsonya                       | It's a Very Merry Muppet Christmas Movie | Luc Fromage             | tévéfilm                                                |
| 2005      | Amerikai fater                           | American Dad!                            | Bruce (hangja)          | 1 epizód                                                |
| 2005–2012 | Robotcsirke                              | Robot Chicken                            | Bozont Rogers (hangja)  | 4 epizód                                                |
| 2006      | Én, Eloise                               | Me, Eloise                               | Monsieur Ducat (hangja) | 1 epizód                                                |
| 2006      | Cserecsapat                              | The Replacements                         | Trevor Bodie (hangja)   | 2 epizód                                                |
| 2006      |                                          | 13 Graves                                | Matthew McQueen         | tévéfilm                                                |
| 2007      |                                          | Area 57                                  | Steven Isaac ezredes    | próbaepizód                                             |
| 2008      | Elvált Gary                              | Gary Unmarried                           | Taylor                  | 1 epizód                                                |
| 2009      | Esküdt ellenségek: Különleges ügyosztály | Law & Order: Special Victims Unit        | Chet                    | 1 epizód                                                |
| 2009      |                                          | Exit 19                                  | Davey Woods             | tévéfilm                                                |
| 2010      |                                          | The Hard Life                            | Bobby                   | tévéfilm                                                |
| 2010–2013 | Scooby-Doo: Rejtélyek nyomában           | Scooby-Doo! Mystery Incorporated         | Bozont Rogers (hangja)  | - főszereplő - magyar hangja: - Fekete Zoltán           |
| 2011      | Doktor House                             | House, M.D.                              | Jack                    | 1 epizód                                                |
| 2011      | Batman: A bátor és a vakmerő             | Batman: The Brave and the Bold           | Bozont Rogers (hangja)  | - 1 epizód - magyar hangja: - Fekete Zoltán             |
| 2011      | Generátor Rex                            | Generator Rex                            | Surge (hangja)          | 1 epizód                                                |
| 2011–2013 | MAD                                      | MAD                                      | Bozont Rogers (hangja)  | 2 epizód                                                |
| 2012      | Lépéselőnyben                            | Leverage                                 | Gabe Erickson           | 1 epizód                                                |
| 2012      |                                          | Samurai! Daycare                         | Ned (hangja)            | főszereplő (9 epizód)                                   |
| 2012      | Gyilkos elmék                            | Criminal Minds                           | David Roy Turner        | 1 epizód                                                |
| 2013      |                                          | I Am Victor                              | Elliot Mote             | próbaepizód                                             |
| 2013–2014 | A híd                                    | The Bridge                               | Daniel Frye             | - főszereplő (25 epizód) - magyar hangja: - Vári Attila |
| 2013–2014 |                                          | Beware the Batman                        | Dr. Jason Burr (hangja) | 4 epizód                                                |
| 2014      | A férjem védelmében                      | The Good Wife                            | Rowby Canton            | 1 epizód                                                |
| 2015–2018 | Csak lazán, Scooby-Doo!                  | Be Cool, Scooby-Doo!                     | Bozont Rogers (hangja)  | - főszereplő - magyar hangja: - Fekete Zoltán           |
| 2016      | Halt and Catch Fire – CTRL nélkül        | Halt and Catch Fire                      | Ken Diebold             | 1 epizód                                                |
| 2016–2017 | Harry Bosch – A nyomozó                  | Bosch                                    | Luke 'Lucky' Rykov      | 8 epizód                                                |
| 2017      | Éljen Julien király!                     | All Hail King Julien                     | Ned (hangja)            | 2 epizód                                                |
| 2017      | Twin Peaks                               | Twin Peaks                               | William Hastings        | 4 epizód                                                |
| 2018–2021 | Cseles csajok                            | Good Girls                               | Dean Boland             | 34 epizód                                               |
| 2019–2021 | Scooby-Doo és (sz)társai                 | Scooby-Doo and Guess Who?                | Bozont Rogers (hangja)  | - főszereplő - magyar hangja: - Fekete Zoltán           |
| 2022      | Milliárdok nyomában                      | Billions                                 | Ron Chestnut            | - 4 epizód - magyar hangja: - Karácsonyi Zoltán         |